# Michael Anderson Jr.
Pour les articles homonymes, voir Anderson et Michael Anderson (homonymie).
Michael Anderson Jr., de son vrai nom Michael Joseph Anderson Jr., est un acteur britannique né le 6 août 1943 à Hillingdon (Royaume-Uni).
Il est le fils du réalisateur Michael Anderson.

## Biographie

### Carrière
Formé dans le théâtre et la danse, il grandit dans le monde du cinéma. Ses rôles les plus connus sont dans les films Horizons sans frontières (1960), Les Enfants du capitaine Grant (1962), Les Quatre fils de Katie Elder (1965), Major Dundee (1965) et L'Âge de cristal (1976) (sous la direction de son père).
Parallèlement à sa carrière au cinéma, il a régulièrement tourné pour la télévision. Il fut notamment la co-vedette de la série Les Monroe, avec Barbara Hershey de 1966 à 1967.

### Famille
Son frère David Anderson est producteur.

### Vie privée
Sa belle-mère est l'actrice Adrienne Ellis. Il est le demi-frère de l'actrice Laurie Holden (X-Files, The Mist, The Walking Dead).

## Filmographie

### Cinéma
- 1958 : L'Épée de d'Artagnan (The Moonraker) : Martin Strangeways
- 1959 : Les Yeux du témoin (Tiger Bay)
- 1960 : Horizons sans frontières (The Sundowners) : Sean Carmody
- 1962 : Reach for Glory : Lewis Craig
- 1962 : Play It Cool : Alvin
- 1962 : Les Enfants du capitaine Grant (In Search of the Castaways) : John Glenarvan
- 1964 : Dear Heart : Patrick, Phyllis' Son
- 1965 : La Plus Grande Histoire jamais contée (The Greatest Story Ever Told) : James the Younger
- 1965 : Major Dundee : Trooper Tim Ryan
- 1965 : Les Quatre fils de Katie Elder (The Sons of Katie Elder) : Bud Elder
- 1965 : The Glory Guys : Pvt. Martin Hale
- 1970 : WUSA de Stuart Rosenberg : Marvin
- 1971 : The Last Movie : Mayor's son
- 1976 : L'Âge de cristal (Logan's Run) : Doc
- 1980 : Chroniques martiennes (version cinéma) : David Lustig
- 1980 : Nightkill : Lt. Donner
- 1993 : Sunset Grill : Lt. Jeff Carruthers
- 1995 : Terminal Rush : Harrison Dekker

### Télévision

#### Téléfilms
- 1970 : The Day Before Sunday : Chris
- 1970 : The House That Would Not Die : Stan Whitman
- 1971 : In Search of America (en) : J.J.
- 1972 : The Family Rico : Georgie
- 1972 : The Daughters of Joshua Cabe : Cole Wetherall
- 1973 : Coffee, Tea or Me? : Tommy Byrnes
- 1974 : Six colts et un coffre (en) (Shootout in a One-Dog Town) : Billy Boy
- 1974 : Evel Knievel : Darrell Pettet
- 1976 : Kiss Me, Kill Me : Dan Hodges
- 1981 : The Million Dollar Face
- 1983 : Making of a Male Model : Sven
- 1993 : Dieppe : David Lean
- 1995 : Famille à l'essai (Rent-a-Kid) : Mr. Nicely
- 1996 : Abus d'influence (Undue Influence) : Funeral Priest
- 1997 : Elvis Meets Nixon (en) : Secret Service agent #2
- 1998 : Rescuers: Stories of Courage: Two Families : Lieutenant Von Meyer

#### Séries télévisées
- 1966 : Les Monroes (« The Monroes ») (série TV) : Clayt Monroe (1966-1967)
- 1977 : Intrigues à la Maison Blanche (Washington: Behind Closed Doors) (feuilleton TV) : Alex Coffee
- 1980 : Chroniques martiennes (feuilleton TV) : David Lustig
- 1982 : Capitol (« Capitol ») (série TV) : Hubert (1986-1987)
- 1986 : Arabesque : épisode « Rose blanche pour un tueur » (TV) : le docteur